# سمندل (جنس)
السَّمَندل أو السُّرفُوت أو السَّمَنْدَر هو جنس من سبعة أنواع من السمندل المترجمة في وسط وجنوب أوروبا وشمال إفريقيا وغرب آسية.

## الأنواع
| صورة | اسم شائع                     | التوزع                                     |
| ---- | ---------------------------- | ------------------------------------------ |
|      | السمندل الناري بشمال إفريقيا | الجزائر والمغرب وإسبانية وربما تونس        |
|      | سمندل أسود                   | جبال الألب الوسطى والشرقية والدينارية      |
|      | سمندل قرشقي                  | قرشقة                                      |
|      | سمندل شرقي                   | إيران والعراق وفلسطين ولبنان وسورية وترُكِيّة |
|      | سمندل لَنزة                   | فرنسة وايطالية.                            |
|      | سمندل طويل الأنف             | إسبانية                                    |
|      | سمندل مبذول                  | جنوب ووسط أوربَّة                            |